# 半導体リレー
半導体リレー（はんどうたいリレー、英: solid-state relay, 略称：SSR）は、継電器（リレー）と同じ機能を半導体によって作った電気・電子素子である。半導体リレーには、photo-coupled SSR、transformer-coupled SSR、hybrid SSR という種類がある。

## 特徴
従来、コイルと可動接点によって作られているリレーは、コイルに誘導起電力が発生するためにバイパス回路を設けなければならない、コイルを含む磁気回路にはヒステリシス性により入力されてから出力が発生するまでに遅延が生じる、接点は機械式であるので限られた寿命がある、接点にアークが発生してノイズが生じることがあるなど、非常に欠点の多い素子である。半導体リレーはこれらの問題を解決する。半導体回路のヒステリシス性はコイルに比べて格段に小さい。また、誘導起電力が発生しないために入力回路が簡易になる、接点が存在しないためにノイズ対策が不要になるといった、多くのメリットがある。

## 欠点
通常のリレーと比べて高価である。半導体素子はオン抵抗や順方向電圧降下があり、負荷電流が増えるにつれて発熱が無視できなくなる。5A程度の負荷電流では発熱量がせいぜい10W程度のため、簡易な放熱で問題は生じない。しかし、電動機やヒータの開閉用途では50Aや100Aという電流値のために無視できず、強制風冷や大型ヒートシンクが必要となり、半導体リレーのメリットは少なくなる。この欠点を改良した製品に、ノンアーク接触器がある。
投入時：まず半導体リレーで負荷に通電開始する。次に半導体リレーと並列に接続された電磁接触器を投入する。
遮断時：電磁接触器を開放後、ゼロクロス点で半導体リレーを遮断。
ほぼ無負荷での開閉と同じ状態で電磁接触器を使用するために格段に寿命が伸ばせ、発熱もほんの数秒分考慮すればよいため、大幅に小型化が図れる。ただし、比較的長寿命であるが、熱や振動の影響から素子の急激な劣化による故障があり得るため、通常のリレーが開閉回数により劣化して交換時期の目安がつくのに対し、寿命の見極めが難しい。

## 応用製品
ゼロクロス制御リレー
出力が交流をオン・オフする場合において、出力電圧が0Vになった時に切り替えを行う物である。出力電圧がない時に切り替わるためスパイクノイズが出ず、制御対象の機器の負荷を緩和する作用がある。
絶縁リレー
入力回路と出力制御回路をフォトカプラで絶縁した物である。入力電圧がTTLレベルと低く、かつ出力回路が高電圧の機器にもっぱら使われる。
低電圧制御リレー
従来の接点式リレーは十分な電圧を接点にかけないと接点の絶縁膜を破ることができず、機能しなくなることがある。半導体リレーではそもそも接点が存在しないため、低い電圧のオン・オフを問題なく行える。

## 主な製造元
- オムロン
- 三菱電機
- 住友電工